# Musca recurva
Musca recurva är en tvåvingeart som först beskrevs av Harris 1780.  Musca recurva ingår i släktet Musca och familjen spyflugor. Inga underarter finns listade i Catalogue of Life.